# François Baranger
Pour les articles homonymes, voir Baranger.
Ne pas confondre avec François Béranger (1937-2003), un chanteur français.
François Baranger, né le 28 septembre 1970 à Ermont, est un illustrateur, concept-artiste et écrivain français.

## Biographie
Après ses études artistiques, François Baranger travaille quelque temps comme graphiste dans le jeu vidéo, puis se lance, en 1998, dans la réalisation de courts-métrages d'animation. L'un d'eux, Antebios, est primé au festival Imagina en 1999 et connaît une diffusion internationale à la télévision[réf. nécessaire].
En 2001, il participe comme concept-artist à la préproduction du film Arthur et les Minimoys.
À partir de 2004, François Baranger revient à sa formation initiale de dessinateur en entamant une série de bande dessinée intitulée Freaks Agency, inspirée de l'univers de l'écrivain américain H.P. Lovecraft. La série lui vaut un succès d'estime sur BD Gest, mais sera interrompue par l'éditeur après la parution du deuxième tome.
En 2005, il commence à réaliser des couvertures de roman, notamment dans l'édition jeunesse, puis pour la littérature de genre, par exemple la couverture de l'édition française d'Homo disparitus, qui est reprise également pour l'édition canadienne.
En 2007, il participe comme concept-artist à la préproduction du jeu vidéo Heavy Rain (Quantic Dream), pour lequel il réalise plus d'une centaine d'illustrations[réf. nécessaire]. À partir de ce projet, le travail de designer devient l'essentiel de son activité d'illustrateur, en collaborant par exemple avec Christophe Gans, Joann Sfar, Alain Chabat ou encore la société d'effets spéciaux MPC (Londres), ou le studio de production de cinématiques de jeu vidéo Blur (Los Angeles).
Son travail de concept-artist est remarqué sur Culturebox sur le film de Christophe Gans, La Belle et la Bête (2013).
Parallèlement à ces activités, François Baranger élabore un long roman de science-fiction, dont l'écriture lui prend une dizaine d'années, décrivant un monde post-apocalyptique. Le roman s'intitule Dominium Mundi et s'inspire, entre autres, du poème épique La Jérusalem délivrée (Le Tasse, 1581). Il est nommé dans divers festivals. Il est publié en deux tomes en 2013 aux éditions Critic puis paraît au format poche en 2016, dans la collection Science-fiction des éditions Pocket.
Rompant avec la science-fiction, son roman suivant est un thriller intitulé L'Effet domino, situé à Paris en 1907 (paru en février 2017 aux éditions Bragelonne). L'année de sa sortie, le livre est nommé pour le Prix du polar historique de Montmorillon.
En 2017, Baranger revient à l’illustration en publiant une version illustrée de la nouvelle de Howard Philips Lovecraft, L’Appel de Cthulhu. Il s’agit d’un livre reprenant le texte intégral de la nouvelle, composé directement sur des illustrations pleine page (sorti en octobre 2017, aux éditions Bragelonne). Le livre rencontre un grand succès, et permet à l’auteur de continuer la série avec la parution en octobre 2019 du premier tome d’une autre nouvelle de Lovecraft, Les Montagnes hallucinées.
En 2020, il publie son troisième roman, Tepuy (aux éditions Critic), un récit d'aventures situé sur un haut plateau du Venezuela, puis le second tome de son adaptation illustrée de la nouvelle de Lovecraft Les Montagnes hallucinées (aux éditions Bragelonne).
La même année, il est également lauréat du prix Imaginales dans la catégorie Illustration pour le premier tome de Les Montagnes hallucinées.
En 2023, il entame une nouvelle série de romans avec la publication, au cours de la même année, des deux premiers tomes d’Ars Obscura (aux éditions Denoël, collection Lunes d'encre), une tétralogie de dark fantasy sous forme d’uchronie napoléonienne, dont le premier tome est nommé au prix Imaginales des bibliothécaires. Le troisième tome est annoncé pour 2024 et le dernier pour 2025.
En 2024, Baranger annonce poursuivre sa série d’adaptation illustrées de l’œuvre de Lovecraft, avec la sortie du « Cauchemar d’Innsmouth », annoncée en octobre 2024 (éditions Bragelonne).

## Œuvres

### Romans

#### SérieArs Obscura
1. Sorcier d'empire, Denoël, coll. « Lunes d'encre », 2023  (ISBN 978-2-207-16580-5)
2. Second Sorcier, Denoël, coll. « Lunes d'encre », 2023  (ISBN 978-2-207-16585-0)
3. Sorcier Empereur, Denoël, coll. « Lunes d'encre », 2024  (ISBN 978-2-207-16590-4)
4. Sorcier de sang, Denoël, coll. « Lunes d'encre », 2025  (ISBN 978-2-207-16595-9)À paraître le 15 octobre 2025

#### SérieDominium Mundi
1. Dominium Mundi - Livre I, Critic, 2013  (ISBN 979-10-90648-12-8)
2. Dominium Mundi - Livre II, Critic, 2014  (ISBN 979-10-90648-18-0)

#### Romans indépendants
- L'Effet domino, Bragelonne, 2017  (ISBN 979-10-281-0113-8)
- Tepuy, Critic, 2020  (ISBN 978-2-37579-176-9)

### Bandes dessinées & artbooks
- Freaks Agency (scénario et dessins) (Albin Michel, coll. « Postmortem »)
  - Celui du sang, t. 1 (2005)
  - Celui du sang, t. 2 (2006)
- Café salé 1, 2 et 3 (participation)
- Prime definitive art collection (2013) (participation)
- Digital art masters 9 (participation)
- La Belle et la Bête, édition définitive (artbook consacré à ses illustrations pour le film)
- L'Appel de Cthulhu (2017, Bragelonne)  (ISBN 979-10-281-1784-9)
- Les Montagnes hallucinées, tome 1 (2019, Bragelonne)  (ISBN 979-10-281-1038-3)
- Les Montagnes hallucinées, tome 2 (2020, Bragelonne)  (ISBN 979-10-281-1438-1)
- Les Montagnes hallucinées, l'intégrale (2023, Bragelonne)  (ISBN 979-1028116910)
- L'Abomination de Dunwich, (2022, Bragelonne)  (ISBN 979-10-281-1805-1)
- L'ombre sur Innsmouth, (2024, Bragelonne)  (ISBN 979-1-028-12036-8)

### Films (comme concept-artist)
- 2006 : Arthur et les Minimoys
- 2009 : Harry Potter et les Reliques de la Mort
- 2009 : G.I. Joe : Le Réveil du Cobra
- 2009 : Prince of Persia : Les Sables du Temps
- 2010 : La Colère des Titans
- 2012 : Percy Jackson : La Mer des monstres
- 2013 : La Belle et la Bête
- 2018 : Santa & cie

### Jeux vidéo (comme graphiste)
- 1999 : Le Gardien des ténèbres
- 2001 : Alone in the Dark 4
- 2002 : Ironstorm

### Jeux vidéo (comme concept-artist)
- 2007 : Heavy Rain
- 2011 : Beyond Two Souls
- 2014 : The Division (trailer Blur studios)
- 2014 : Dishonored 2 (trailer Blur studios)

### Courts-métrages (comme réalisateur)
- R'lyeh (1998)
- Antebios (1999)[8]

## Prix littéraires
- Finaliste du prix révélation des Futuriales 2014 : Dominium Mundi, livre I[9]
- Nommé pour le prix Planète SF 2014 : Dominium Mundi, livre I[10]
- Nommé pour le prix Imaginales des lycéens 2015 : Dominium Mundi, livre I[11]
- Finaliste du prix révélation des Futuriales 2015 : Dominium Mundi, livre II[12]
- Nommé pour le prix Planète SF 2015 : Dominium Mundi, livre II[13]
- Nommé pour le Prix du polar historique de Montmorillon 2017 : L'Effet domino[5]
- Lauréat du prix Imaginales 2020 dans la catégorie illustration : Les Montagnes hallucinées, tome 1.
- Nommé pour le prix Imaginales des bibliothécaires 2024 : Ars Obscura, Livre I, Sorcier d'Empire[14].

## Homonyme
Il existe un autre auteur de bande dessinée nommé François Baranger, qui a publié L'Or du temps en 1989.